# Străzile groazei - Partea 2: 1978
Străzile groazei - Partea 2: 1978 (în engleză Fear Street Part Two: 1978) este un film de groază american din 2021 regizat de Leigh Janiak, cu scenariu bazat pe seria de cărți Străzile groazei a lui R. L. Stine. Este a doua parte a seriei de filme Străzile groazei.

## Distribuție
- Sadie Sink - Christine “Ziggy“ Berman
  - Gillian Jacobs - Christine Berman / Adult Ziggy
- Emily Rudd - Cindy Berman
- Ryan Simpkins - Alice
- McCabe Slye - Tommy Slater
- Ted Sutherland - Young Nick Goode
  - Ashley Zukerman - Sheriff Nick Goode
- Jordana Spiro - Nurse Mary Lane
- Kiana Madeira - Deena
- Benjamin Flores Jr. - Josh
- Olivia Scott Welch - Sam
- Chiara Aurelia - Sheila
- Jordyn DiNatale - Ruby Lane
- Drew Scheid - Gary
- Sam Brooks - Arnie
- Jacqi Vené - Joan
- Michael Provost - Kurt
- Brandon Spink - Young Will Goode
  - Matthew Zuk - Mayor Will Goode
- Julia Rehwald - Kate (imagini de arhivă din Partea 1: 1994)
- Fred Hechinger - Simon (imagini de arhivă din Partea 1: 1994)